# Marie Adrianus van Nieukerken
Marie Adrianus van Nieukerken (Amsterdam, 13 oktober 1879 – Gorssel, 14 mei 1963) was een Nederlandse architect, tekenaar, aquarellist en schilder.
Hij werd geboren in Amsterdam, als zoon van architect Johannes van Nieukerken en Laurine Kuiler. Hij richtte samen met zijn broer Johan (Jan) het Architectenbureau Van Nieukerken op.
De broers ontwierpen het Tropeninstituut in Amsterdam (1914-1918) en tekenden in 1923 voor de Marthastichting het ontwerp voor een villa in Alphen aan den Rijn. Ook ontwierpen ze het hoofdkantoor van Shell dat van 1915 tot 1917 werd gebouwd in Den Haag.
Voor de in de Tweede Wereldoorlog grotendeels verwoeste kerk van Gorssel ontwierp Van Nieukerken een nieuw kerkgebouw, terwijl hij de middeleeuwse toren restaureerde.

## Onderscheiding
In 1926 werd hij benoemd tot officier in de Orde van Oranje-Nassau.
- Bibliothèque nationale de France: cb15118671b (data)
- Biografisch Portaal: 32103734
- Gemeinsame Normdatei: 12146590X
- International Standard Name Identifier: 0000 0000 3907 354X
- Library of Congress Control Number: no00066491
- Nederlandse Thesaurus van Auteursnamen: 087542412
- RKD-Nederlands Instituut voor Kunstgeschiedenis: 59512
- Système universitaire de documentation: 234499877
- Virtual International Authority File: 62405214
- WorldCat: E39PBJdrHR83GpkDybW6TB3PcP